# Strepsiceros
Strepsiceros ist eine afrikanische Antilopen-Gattung, deren Vertreter die vier Arten des Großen Kudu sind. Die Gattung kommt in vielen afrikanischen Savannengebieten vor, während die nah verwandte Gattung Ammelaphus mit der Art Kleiner Kudu ein recht beschränktes Verbreitungsgebiet im östlichen Afrika bewohnt.

## Äußere Merkmale

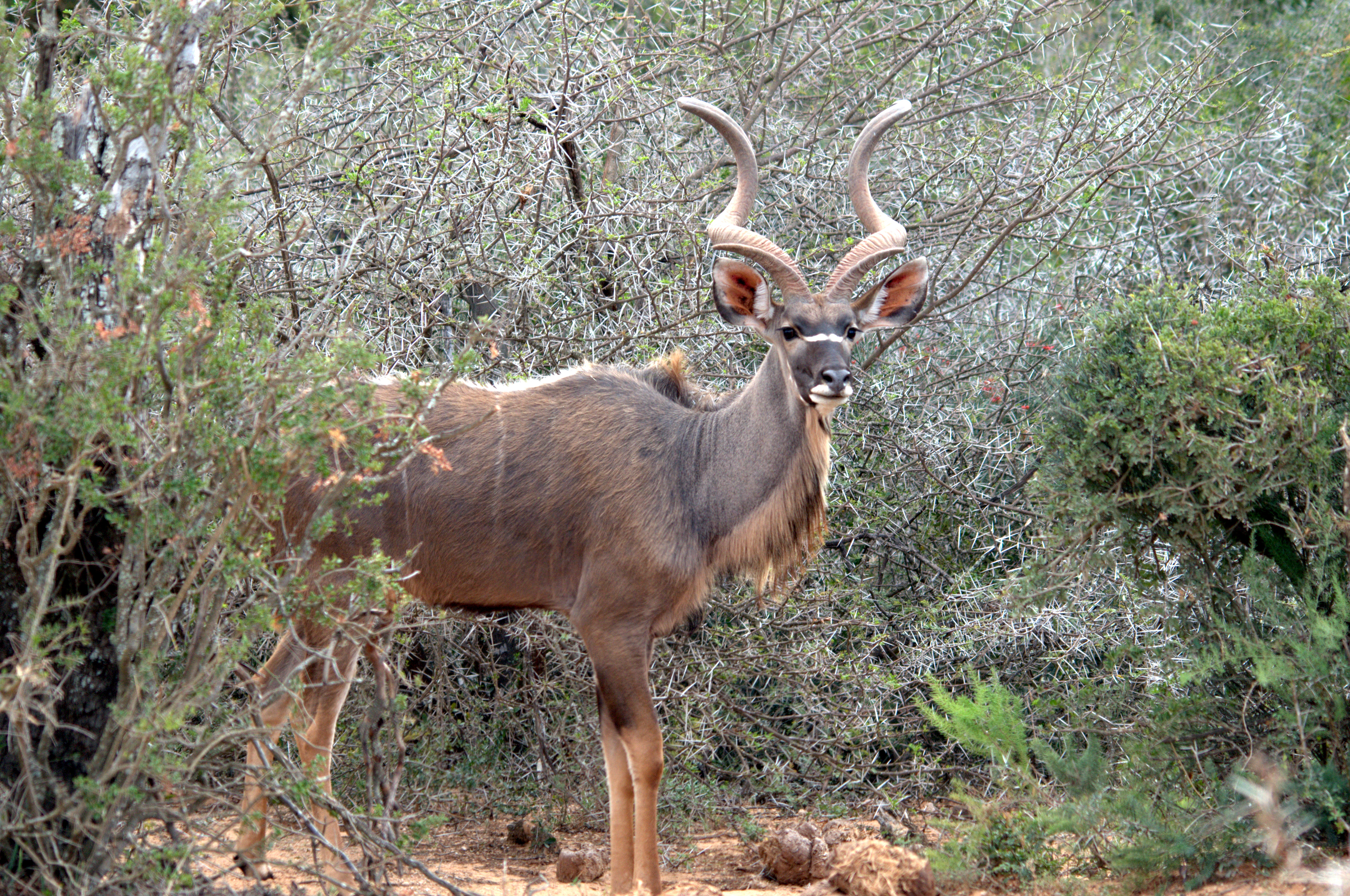
Kap-Großkudu (S. strepsiceros) im Addo Elephant National Park

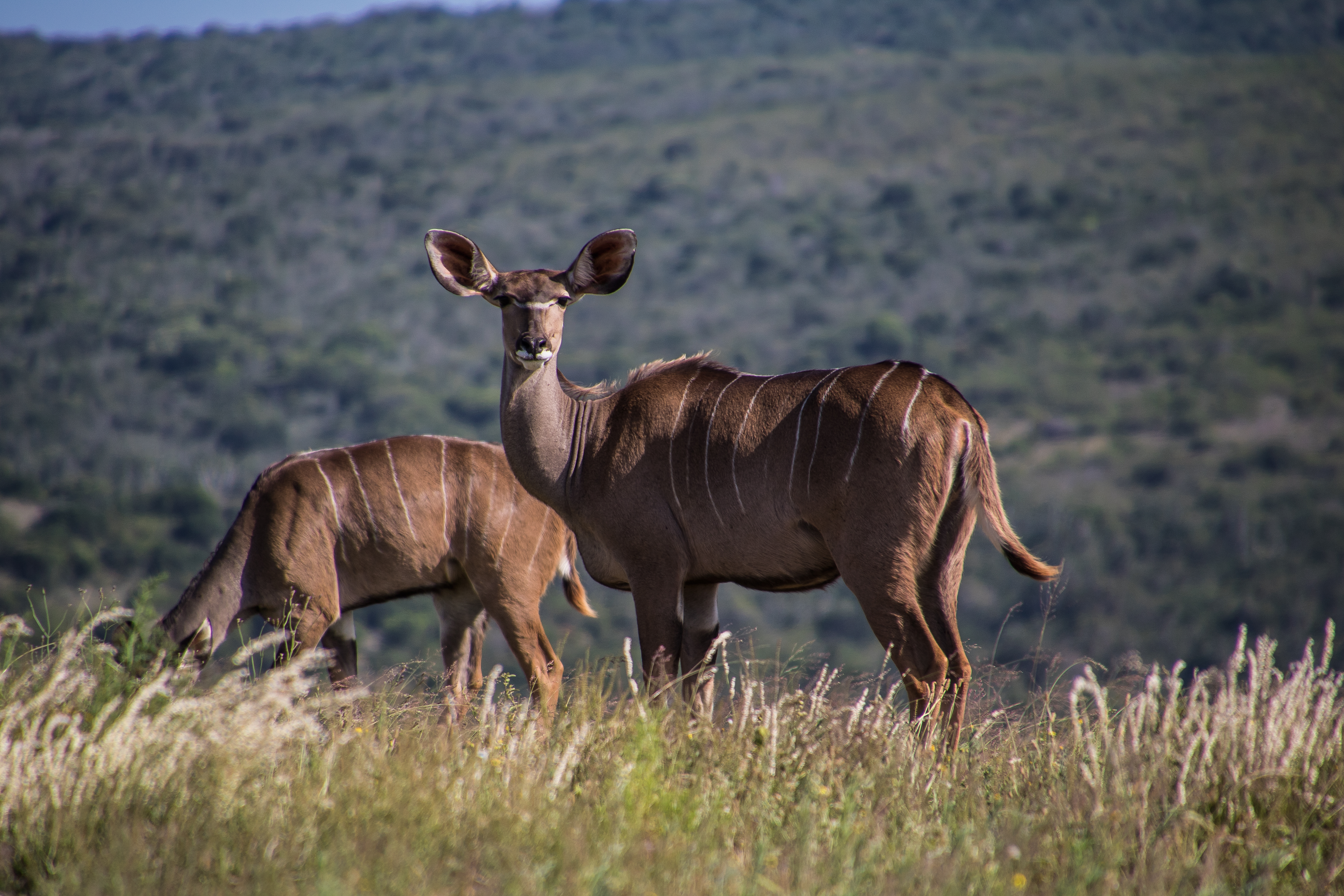
Kap-Großkudus, Weibchen

Die Tiere erreichen eine Kopf-Rumpf-Länge von 193 bis 248 cm und eine Schulterhöhe von 121 bis 157 cm. Der Geschlechtsdimorphismus ist sehr stark ausgeprägt. Männliche Tiere werden zwischen 249 und 344 kg schwer und sind damit bis zu 150 % größer als weibliche, die 160 bis 210 kg wiegen. Die kleinste Art ist der Westliche Großkudu (Strepsiceros cottoni), alle anderen sind durchschnittlich größer. Mit den angegebenen Maßen gehören die Strepsiceros-Arten nach den Elenantilopen (Taurotragus) zu den größten bekannten Antilopen. Das Fell der Männchen ist graubraun, das der Weibchen und Jungtiere mittelbraun gefärbt und mit sechs bis zehn weißen Querstreifen versehen. Die Tiere verfügen über große, runde Ohren und einen buschigen Schwanz. Die Männchen tragen ein Schraubengehörn, das bis zu 105 cm lang wird. Entlang der Schraubenwindung gemessen erreicht es 160 cm. Die Kuduhörner finden als rituelle Musikinstrumente Verwendung. Die Hornspitzen stehen etwa 80 cm auseinander. Der Nachwuchs entspricht im Aussehen den hornlosen Weibchen. Das Alter heranwachsender männlicher Jungtiere kann anhand der Anzahl der Windungen bestimmt werden, da die erste Windung etwa mit zwei Jahren ausgebildet ist.

## Verbreitung

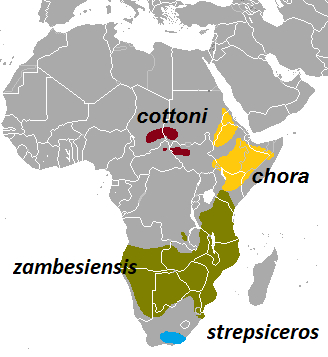
Verbreitungsgebiet von Strepsiceros

Die Arten von Strepsiceros leben im östlichen und südlichen Afrika und halten sich vor allem in Baumsavannen, nicht jedoch in reinen Waldgebieten oder reinem Grasland auf, sie kommen aber auch in der Nähe von Flüssen in ariden Gebieten vor.

## Verhalten
Meistens leben die Weibchen und Jungtiere in relativ ortstreuen Herden von drei bis zehn Individuen, bei größerer Anzahl splittet sich die Gruppe auf. Diese Clans durchstreifen Gebiete von 1,6 bis 5,2 km² Größe, in einigen Fällen können sie auch 25 km² erreichen. Die Männchen leben in eigenen Junggesellen-Gruppen, bestehend aus drei bis vier Individuen, oder sind Einzelgänger und gesellen sich nur zur Brunft zu den Weibchen. In der Regel wird nur ein einzelnes, etwa 16 kg schweres Junges in der Regenzeit geboren. Kudus sind je nach Region tag- oder nachtaktiv. Die Nahrung besteht hauptsächlich aus Laub und jungen Zweigen, wobei sie nicht wählerisch sind. Kudus fressen auch Pflanzen, die von anderen Tieren wegen ihrer Giftigkeit gemieden werden. Die Lebenserwartung der Böcke beträgt bis zu 8 Jahre, die der Kühe bis zu 15 Jahre.

## Gefährdung

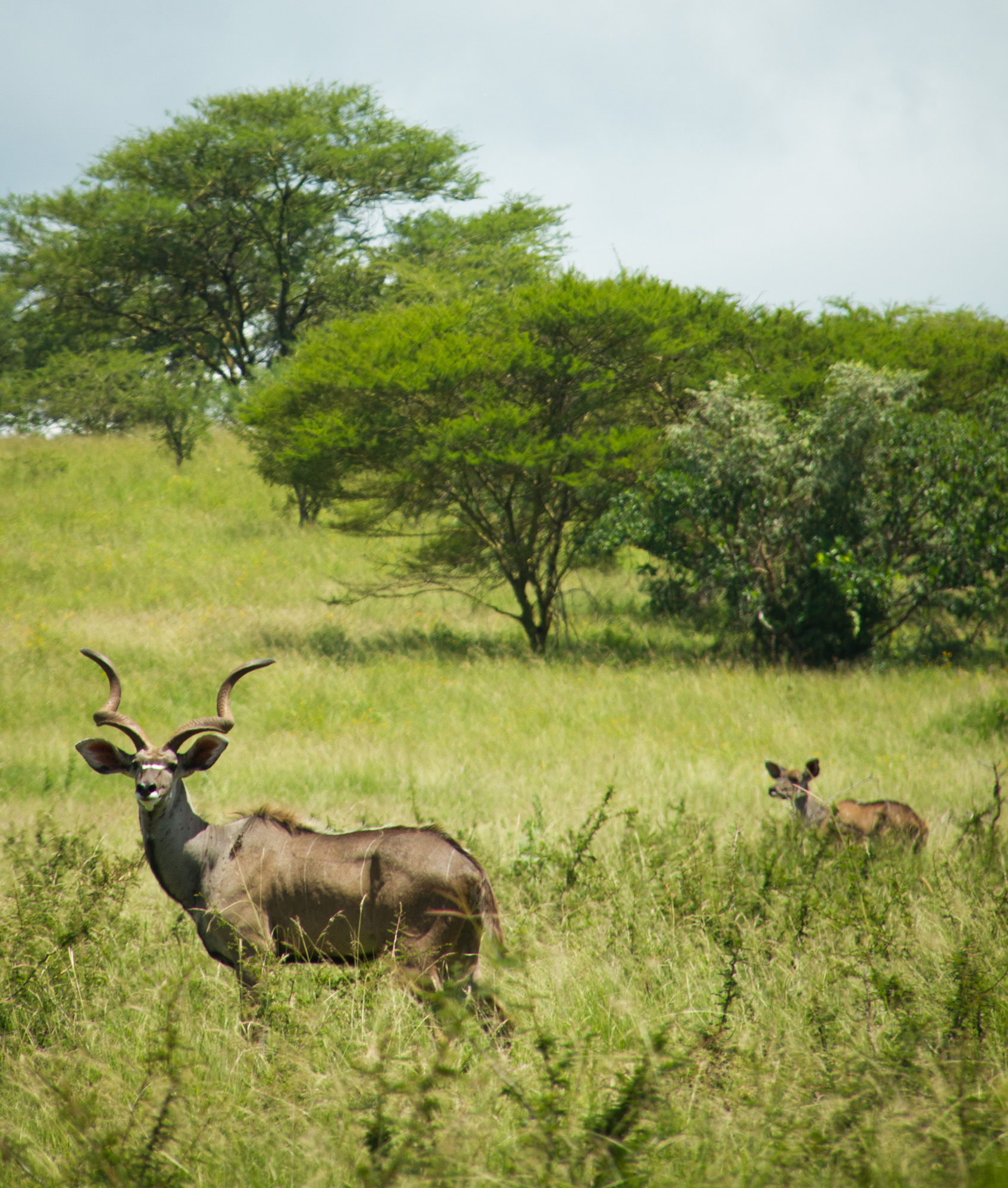
Nördliche Großkudus (S. chora) im Nechisar-Nationalpark

Die Bestände der Vertreter von Strepsiceros gelten in Ost- und Südafrika als einigermaßen gesichert. Regional sind sie aber bedroht, vor allem in ihrem nördlichsten Verbreitungsgebiet in Äthiopien, Somalia, Sudan und Tschad. Neben dem Menschen stellen Leoparden, Löwen und Wildhunde den Kudus nach. Für gewöhnlich versuchen Kudus, sich vor ihren Feinden im Gebüsch zu verstecken. Gelingt dies nicht, können sie mit hoher Geschwindigkeit und weiten Sprüngen fliehen. Zäune, z. B. um Farmgelände, stellen in der Regel kein Hindernis für sie dar, da sie bis zu 3 Meter hohe Hindernisse überspringen können.

## Arten

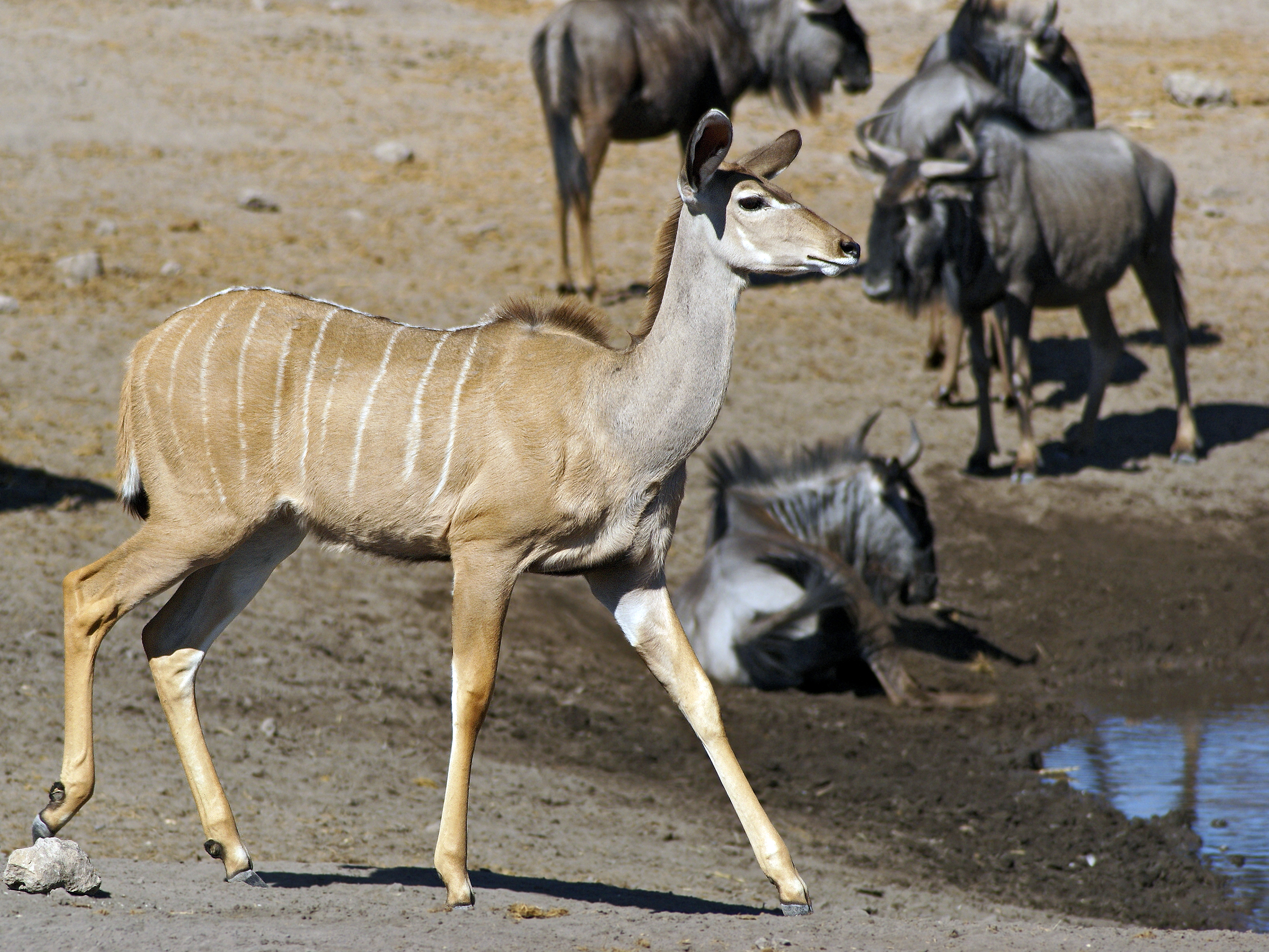
Weibchen des Sambesi-Großkudus, im Hintergrund Streifengnus

Ursprünglich wurde mit dem Großen Kudu (Strepsiceros strepsiceros) nur eine Art unterschieden, die aus drei bis vier Unterarten bestand. Die Differenzierung der Untergruppen erfolgte anhand der Fellfarbe und Streifenzahl, sie konnte bereits im Jahr 2001 teilweise durch DNA-Analysen aufgrund des genetischen Unterschiedes eines Tieres aus Nordkenia (S. chora) im Vergleich zu verschiedenen Exemplaren des südlichen Verbreitungsgebietes (S. strepsiceros) bestätigt werden. Bei dieser Studie war allerdings kein Tier der nordwestlichen Population enthalten, die ebenfalls eine eigene Form (S. cottoni) darstellen könnte. In einer Revision der Hornträger aus dem Jahr 2011 wurden die vier Unterarten auf den Artstatus gehoben. Folgende Arten von Strepsiceros sind anerkannt:
- Nördlicher Großkudu (Strepsiceros chora (Cretzschmar, 1826)); Nordostafrika von Nordkenia über Äthiopien bis Ostsudan, Westsomalia und Eritrea
- Westlicher Großkudu (Strepsiceros cottoni Dollman & Burlace, 1928); Tschad, West-Sudan
- Kap-Großkudu (Strepsiceros strepsiceros (Pallas, 1766)); Südafrika
- Sambesi-Großkudu (Strepsiceros zambesiensis Lorentz, 1894); von Südkenia bis Namibia, Botswana und Südafrika

Lange Zeit wurde Strepsiceros innerhalb der Gattung Tragelaphus geführt, zusammen mit den Kleinen Kudus (Ammelaphus), der Nyala (Nyala) und den Elenantilopen (Taurotragus). Die Revision der Hornträger führte im Jahr 2011 zur Aufspaltung von Tragelaphus in insgesamt fünf Gattungen.

## Namen
Der Name „Kudu“ stammt aus der Sprache der Khoi Khoi und wurde von diesem Volk nur auf diese Antilope angewandt, von den Weißen dann aber auch auf den Kleinen Kudu übertragen.

## Weiteres
Der Kudu ist offizielles Wappentier Simbabwes.